# Ruggero Pazzi
Ruggero Pazzi (15 mars 1927, Milan, Italie – Nogent-sur-Marne, 12 février 2010) est un peintre, sculpteur et graveur italien. Son évolution l'a conduit d'une figuration libre à la non-figuration.

## Biographie

### 1927-1970, Milan
Ruggero Pazzi passe à Milan sa jeunesse au sein d’une famille traditionnelle qui compte parmi ses membres et son entourage des artistes de renom : un oncle, Gino Figini, architecte associé de Gino Pollini, père du pianiste Maurizio Pollini, qui avait réalisé la première usine d'Olivetti à Ivrée ; un autre oncle, du côté maternel, dont la femme comédienne, Adriana de Cristoforis, est une vedette de la Radio italienne dans les années 1935 ; un oncle de sa mère, industriel milanais, amateur d’art et mécène, ami du sculpteur Adolfo Wildt. Son père, combattant de la première guerre mondiale comme capitaine de bersagliers, est entrepreneur de bâtiment mais a gardé le goût de la vie militaire. Les premières émotions d’ordre plastique de Ruggero Pazzi naissent de manière occasionnelle, sans le soutien familial, devant une crèche en bois, sculptée par des artisans de Val Gardena, dont les personnages et les animaux inspirent ses premiers dessins.
Pazzi ressent la fréquentation de l'école, à partir de 1933, comme un emprisonnement. Adolescent, il choisit d’abord des études à orientation scientifique puis s’en détourne. Il entre alors dans une période de recherche, où s’affirme sa passion du dessin, ses sujets de prédilection, qui le resteront toute sa vie, étant le cheval et le nu féminin. En 1943 il s'engage comme volontaire dans la cavalerie à Bergame dont il s'échappe après trois mois de corvées et brimades. À la mort de son père en 1946 il quitte le lycée pour aller à Académie des beaux-arts de Brera.
Ruggero Pazzi travaille en 1950 comme illustrateur dans plusieurs maisons d'édition d'art milanaises (La Prota, A. Vallardi et Gino Sansoni), en 1953 comme dessinateur pour l'hebdomadaire humoristique Guerrin Meschino, puis en 1960 dans la publicité et la bande dessinée. Il fait des voyages et de longs séjours dans les pays scandinaves en 1951 et 1952, en Espagne et en Afrique du nord de 1954 à 1956, visitant les musées et réalisant de nombreux dessins. En 1957 il découvre dans l'île de Tenerife la pierre volcanique et la lave qu'il travaillera plus tard. Il voyage également en 1958 et 1959 en Angleterre, Autriche et Allemagne.
Dans les années 1960, Pazzi décide de suivre à nouveau, à Milan, des cours à l’Académie des beaux-arts de Brera et à l’École Supérieure del Castello Sforzesco. Pendant cette période, il participe à des expositions de groupe et présente, en 1969, une première exposition particulière de ses peintures et de dessins à Milan au palais Sormani. Il rencontre, en 1964, le peintre Remo Brindisi qui l’encourage à persévérer dans la voie de la recherche picturale. Il enseigne alors la peinture et le dessin à Milan pendant trois ans. Il s’initie à la gravure qui le conduira progressivement à l’abstraction. Il se lie d'amitié avec l’imprimeur Giorgio Upiglio (it) et son épouse Rita Gallé qui s’intéressent à sa recherche graphique, cette amitié devant être enrichissante pour l’artiste et son orientation vers la sculpture.
« La gravure avait également éveillé en moi le goût de la matière, et particulièrement de la matière dure, avec laquelle on puisse se mesurer et se battre. D'où mon désir de tire de l'une ou l'autre matière : bois, marbre, pierre, granit, une forme qui deviendrait concrète, réelle, du fait qu'elle occuperait sa place dans l'espace », confie Pazzi. Il s'intéresse simultanément à l'étude de morceaux de moteurs dans un cimetière de voitures qui lui apparaît comme une énorme sculpture. Les dessins qu'il y réalise le mène à ses premières œuvres en bois puis en pierre, dont il ressent que c'est la matière qui lui convient le mieux.

### 1971-2010, Paris
Après plusieurs voyages à Paris, Pazzi s'y installe en 1971, cette décision représentant pour lui un recommencement en vue de s’accomplir pleinement dans la sculpture et plus précisément dans la « taille directe ». Marié, il s'installe brièvement à Montrouge puis à Saint-Germain-des-Prés. Après avoir travaillé à la Cité d'artistes « La Ruche » dans l’atelier du sculpteur Viliano Tarabella (it), il aménage un atelier de mécanique désaffecté à Saint-Fargeau dans le XXe arrondissement. Pour réaliser ses œuvres monumentales il achète en 1981 à Montreuil, rue Saint-Denis, un terrain où il construit son atelier de sculpture. Il travaille alors en plein air le marbre et le granite. Plus tard il dira : « Je suis sculpteur. Pourquoi ? Il me semble que je l’ai toujours été et que j’ai toujours voulu l’être. ».
À Carrare, où il se rend régulièrement, Pazzi se lie de grande amitié avec Nardo Dunchi (it) qui sera pour lui une sorte de mentor, et à Paris avec Jean Signovert qui lui ouvre les portes du Salon des réalités nouvelles dont il devient membre du comité directeur de 1979 à 2000. Grâce au critique d’art Jean-Marie Dunoyer, il rencontre en 1975 Nane Stern qui l'expose l'année suivante dans sa galerie. Il fait également la connaissance des sculpteurs Émile Gilioli, Morice Lipsi, Étienne Martin, des peintres Aurélie Nemours, Bram Van Velde, Pierre Tal Coat, Jean Leppien, avec qui il expose en 1984 chez Hélène Vassal, et de Silvano Bozzolini, avec qui il exposera régulièrement. À Urbino, à l’occasion d’une exposition particulière de ses gravures, il rencontre le poète Mario Luzi, et à Vittoria Apuana (Carrare) le sculpteur Henry Moore.
Invité à plusieurs symposiums à l’étranger où il élabore des sculptures monumentales, Pazzi expose régulièrement à Paris et participe à de très nombreuses expositions de groupe en France et à l’étranger, notamment aux Biennales européennes de sculpture de Normandie organisées par Xavier Oriach au Centre d'art contemporain de Jouy-sur-Eure. Son œuvre sculpté et graphique entre dans les musées et plusieurs de ses réalisations monumentales sont installées dans des lieux publics, notamment une sculpture en granit au Musée de la sculpture en plein air de Paris, sur le quai Saint-Bernard. En 1987, Pazzi est invité, conjointement avec le sculpteur Marino di Teana et les peintres Bozzolini et Luc Peire, à Géométries, exposition itinérante organisée par la ville de Paris. En 1991, à l'occasion du 25e anniversaire de la mort de Jean Arp, à la Fondation Arp à Clamart avec les sculpteurs Antoine Poncet, Hernandez et Fernandez. L’année suivante, il y est de nouveau invité pour une exposition personnelle de dessins et gravures.
Ruggero Pazzi participe à Paris au Salon des réalités nouvelles (1973-1985), au Salon de la jeune sculpture (1975 et 1976), au Salon de mai (1975 et 1978), au Salon des grands et jeunes d'aujourd'hui (1977-1985), au Salon d'automne (1972, 1973 et 1975), au Salon Comparaisons (1978), au Salon Éclaté (1980).
En février 2010, après une longue maladie, Ruggero Pazzi s’éteint à la Maison des Artistes à Nogent-sur-Marne. Un hommage lui est rendu en 2011 par le Salon des réalités nouvelles dont une salle est occupée par un choix de ses œuvres.

## Jugements sur l’œuvre
« Ces qualités de profondeur, d’humanité, de dépouillement, de poésie silencieuse, sont celles-là mêmes qui caractérisent les œuvres de Ruggero Pazzi. Qu’il taille la pierre ou le bois, voici que les formes prennent une sensuelle douceur dans les pleins, les rondes-bosses, et que la main s’attarde sur elles, ou glisse dans un creux ou passe sur un plan sobre que scie une arête vive ; voici que les volumes s’appuient les uns contre les autres comme pour mieux se serrer, se souder, dans un mouvement convergent jailli des oppositions de rythmes, et que l’ensemble révèle une subtile harmonie, cette harmonie signe majeur de l’art. »

— Henry Galy-Carles, « Ruggero Pazzi », galerie Marie-France Bourély, Paris, 1974

« Épris de synthèse et de netteté, il (Pazzi) se libère aussitôt de toute référence à l’image évidente pour concevoir une structure dépouillée, concentrée sur l’interaction de deux éléments s’accolant ou semblant se chevaucher en suscitant un faisceau de tensions, de flexions, d’angles, appuyés sur une articulation de caractère géométrique. Sans jamais négliger les lois de l’équilibre, il construit une forme dense, saine, cassée par des rythmes brefs, modulant son langage par la ligne sobre qui s’infléchit, une savante alternance des pleins et des vides par de longues arêtes qui scindent les volumes. »

— Gérard Xuriguera, « Pazzi, portrait d’un sculpteur » dans Cimaise no 145, Paris, janvier 1980.

« Il aime les proportions, il se plait, jour à jour, à fortifier une épine dorsale ; il aime les contrastes de grains, que pardessus tout la mesure soit celle de deux volumes soudés, l’un à l’autre, qui s'articulent et font contrepoids. Tel volume arrache, de sa hanche, un alter-ego. Il le tient en suspens(…) Il conçoit ses volumes pareils à des corps formels. Or, ces corps, renflés à l’arête, sont aussi arrimés que des vaisseaux serrés à une bitte d’amarrage. Trapus à leur base, ils paraissent devoir pivoter à seule fin de s’alléger. Pas trop, toutefois, car ils participent d’un monde non figuratif, en d’autres termes d’un réalisme déserté. »

— Lucien Curzi, Pazzi, Éditions Nuovastampa, Poggibonsi, 1982, p. 11 et 14.

« Pazzi crée dans la pierre d’admirables volumes, massifs, d’une grande présence dans leur simplicité, la sobriété de leurs formes pures. En général deux blocs les constituent, superposés. Tout l’art de Pazzi est dans le choix auquel il s’arrête, au tout dernier moment, je l’imagine, en ce qui concerne le contour définitif de ces masses, l’allure de leurs arêtes, la courbure, le galbe de leur surface et, c’est essentiel, le rapport qu’elle entretiennent entre elles. Leur léger décalage, leur compénétration partielle, tel est le thème plastique majeur de Ruggero Pazzi qui les soude comme sont accolés deux cristaux qui ensemble font ce qu’on appelle une macle. »

— Henri Raynal Pazzi, dans la revue « Arts PTT », décembre 1986, texte repris dans La Double Origine, Éditions-galerie Michèle Heyraud, décembre 1996.

« Son admiration pour Matisse se traduit par la simplicité et la fermeté du trait qui tient une place essentielle autant dans ses dessins que dans ses sculptures. Dans l’œuvre de la collection du Frac Île-de-France, la pureté de la ligne et du volume est visible par le mélange de courbes et de droites qu’assemblent une partie supérieure concave, ouverte, et une partie basse faite d’un bloc ; les deux forment une masse bien définie où la froideur du granit s’oppose aux arrondis des deux volumes emboîtés. La matière se révèle être la représentante fidèle et indissociable de l’idée créatrice de Pazzi, le prolongement concret de son univers intellectuel. »

— Alexandrine Achille, Œuvres de la collection du FRAC Île-de-France, Parc culturel de Rentilly, 2010.

« Il considérait la sculpture comme une expression naturellement monumentale même dans les compositions les plus réduites. Ce besoin d'exprimer l'énergie latente des masses, on le retrouve également dans ses gravures et ses dessins aux lignes souples et vibrantes, et où, avec une économie de moyens - la concision qui lui était chère pouvait alors devenir extrême - il suggérait la lumière, l'espace ou le volume. »

— G.P., Hommage à Ruggero Pazzi, Salon des réalités nouvelles, 2010.

« Tailler le marbre ou le granit, pour Pazzi, c’est se confronter à l’énergie incluse, lui proposer une forme. C’est en traduire clairement les mouvements enfouis et faire en sorte qu’un équilibre se réalise entre eux. C’est obtenir des forces internes qu’elles produisent, en s’épanouissant, d’amples surfaces dont demeurent sobres pourtant le galbe, la courbure, des volumes et des plans nets, judicieusement articulés. La juste tension entre l’intérieur et l’extérieur, entre l’opacité cachée et la lumière du dehors, conférera à l’œuvre son allure, son maintien. La beauté de l’épiderme de la chair de pierre tient à une telle justesse. »

— Henri Raynal, Procurer contour, allocution prononcée lors de l’installation officielle d’une sculpture dans le parc de Montreau à Montreuil, février 2012.

« Le sculpteur Ruggero Pazzi a pratiqué le dessin comme une activité parallèle à la sculpture. Il exerce les deux disciplines dans un recueillement et une humilité qui l’ont conduit assez naturellement au dépouillement. Aller à l’essentiel par un geste précis, d’une justesse infaillible acquise après un long apprentissage, est un acte de vérité.(…). Pour Pazzi, qui travaille dans la confidence, la tension de la ligne est mûrement réfléchie. Transposée dans sa sculpture en pierre aux arêtes coupantes, elle écrit le volume(…) »

— Lydia Harambourg, « Ruggero Pazzi L’énergie d’un trait », dans La Gazette de l'Hôtel Drouot, no 35 octobre 2013.

## Expositions particulières
- 1969 : Palazzo Sormani, Milan
- 1972 : Biblioteca Comunale, Milan ; Galleria Segno Grafico, Venise
- 1973 : Galerie Gallerita, Milan ; Galleria Il Cenacolon, Vicenza ; Museo Raffaello, Urbino ; Galleria Segno Grafico, Udine
- 1974 : Galerie Marie-France Bourély, Paris
- 1975 : Galleria La Samperia, Livorno
- 1976 : Galerie Nane Stern, Paris
- 1978 : Galerie l’Astragale, Lyon
- 1979 : Ancienne Chapelle, Dreux
- 1980 : Galerie Nane Stern, Paris
- 1981 : Syn’Art, Paris
- 1982 : Galerie Anne Blanc, Marly-le-Roy
- 1983 : ADCA, Longjumeau
- 1984 : Hélène Vassal, Paris (avec le peintre Jean Leppien)
- 1985 : Musée d'art et d'histoire de Meudon (avec le peintre Raymond Perget), préface de Francis Villadié ; Galerie Michèle Broutta, Paris
- 1986 : Galerie Olivier Nouvellet, Paris; Galerie Renoir Le Latina, Paris, préface de Gaston Diehl[13]
- 1987 : Géométries, Maison des Princes, Pérouges et Orangerie de Bagatelle, Paris (avec les peintres Luc Peire et Silvano Bozzolini et le sculpteur Di Teana)
- 1989 : Galerie Michèle Heyraud, Paris
- 1991 : Fondation Jean Arp, Clamart, Meudon
- 1992 : Galerie Lambert Rouland – Paris ; Galerie Irus et Vincent Hansma, Paris
- 1993 : Galerie Leonardo, Paris
- 1997 : Galerie Leonardo, Paris
- 2000 : Galerie K, Emmanuel Carlebach, Paris
- 2011 : Hommage à Ruggero Pazzi, Salon des réalités nouvelles, Paris
- 2013 : Hôtel de ville, Saint-Mandé, à l’occasion de l’installation officielle d’une sculpture dans la place de l’Hôtel de ville ; Ruggero Pazzi - L'énergie d'un trait, Éditions L. Mauguin, Paris

## Musées et collections publiques

### France

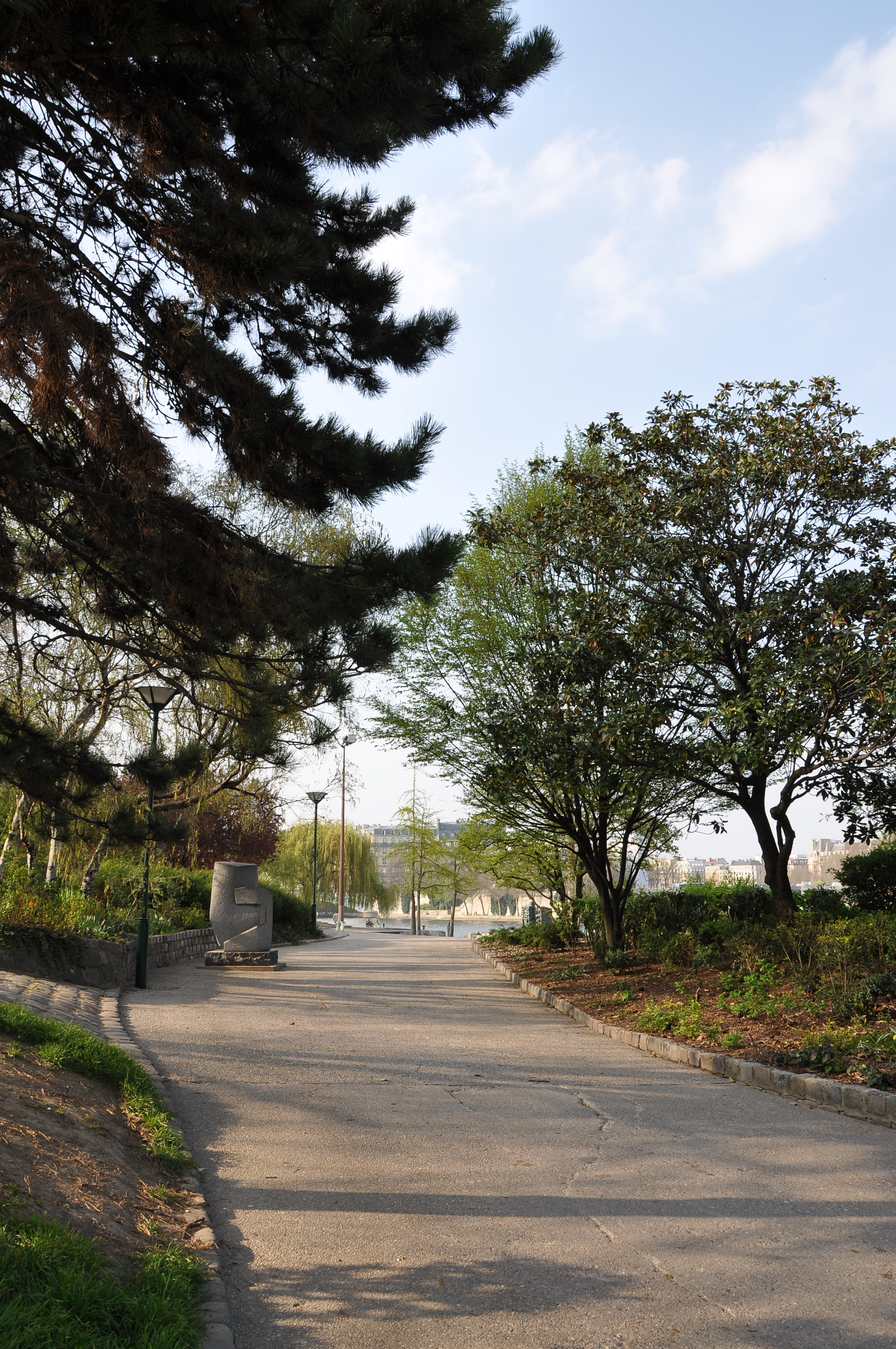
Ruggero Pazzi au Musée de la sculpture en plein air de Paris

- Auvers-sur-Oise, Musée Daubigny, sculpture, marbre
- Cergy-Pontoise, Archives départementales
- Chatauvert, Musée jardin de sculptures
- Châteauroux, Musée de sculpture de plein air
- Dunkerque, Musée de Dunkerque
- Meudon, Musée d'art et d'histoire de Meudon
- Paris :

Musée national d'art moderne, Centre Georges-Pompidou
Musée d'art moderne de la ville de Paris
Musée de la sculpture en plein air
Musée de la Monnaie de Paris
Bibliothèque nationale de France : 11 eaux-fortes et aquatintes, 1971-1978
Chambre de commerce italienne
FRAC Île-de-France : granit, 55,3 × 34 × 25 cm
- Nice, Bibliothèque municipale ; Musée Masséna
- Pontoise, Musée Tavet-Delacour
- Villeneuve-sur-Lot, Musée de Gajac : marbre de Carrare)
- Yerres, orangerie de la Propriété Caillebotte

### Belgique
- Bruxelles, Bibliothèque royale de Belgique

### Espagne
- Museo de Hecho

### États-Unis
- San Francisco, California College of Arts

### Hongrie
- Villány, Espace de Sculptures en plein air
- Siklós, Espace de Sculptures en plein air
- Nagyatád, Espace de Sculptures en plein air ; Military club

### Italie
- Castellanza, Fondazione Pagani, Museo d'Arte Moderna
- Florence, Archivio per l'arte italiana del Novecento
- Milan, Bibliothèque communale, Palazzo Sormani; Museo delle arti, Palazzo Bandera, Busto Arsizio ; Raccolta Bertarelli, Castello Sforzesco
- Pise, Istituto Storia dell' Arte, Disegni estampe
- Rome, Gabinetto nazionale delle stampe
- Urbino, Università degli studi

### Macédoine
- Skopje, Osten Museum of Drawing

### Mexique
- Museo de Ciutad-Cuauhtemoc

## Monuments et sculptures en plein air
- 1977 : marbre des Pyrénées 1977 (h :  2 m), Symposium international de sculpture, Hecho, Espagne
- 1978 : marbre blanc de Carrare (h : 2,60 m), Fondazione Pagani, Musée d’Art Moderne, Castellanza ; marbre (h : 2 m), Espace de Sculptures en plein air, Siklos, Hongrie
- 1979 : pierre de Sauvigny (h : 1,30), Symposium National de Sculpture, La Borne ; Pierre de Sauvigny (1,50) La Borne ; granite bleu de Lanhelin (h : 2,15 m), Musée de la sculpture en plein air, Paris
- 1980 : marbre (h : 2,20 m), Espace de Sculptures en plein air, Villány, Hongrie ; bois (h 4,50 m), Espace de sculptures en plein air, Nagyatád, Hongrie
- 1982 : marbre statuaire de Carrare (h : 1,20 m), Centre d’Art du Puyguérin, Loudun ; travertin romain (h : 1,10 m), Parc Montreau, Montreuil ; marbre statuaire de Carrare (h : 1,20 m), Musée de Gajac, Villeneuve-sur-Lot ; marbre de Carrare (h : 1,18 m), Hall d’entrée des Archives départementales du Val d’Oise, Cergy Pontoise[14]
- 1983 : marbre de Carrare (h : 1,80 m), Centre d’Art du Puyguérin, Loudun ; marbre statuaire de Carrare (h : 1,70 m), Place de la Mairie, Saint-Mandé
- 1986 : marbre de Carrare (h : 3 m), Caserne Leclerc, Saint-Amand-Montrond
- 1988 : pierre (h : 2,20 m), Parc de Belle-Isle, Châteauroux
- 1991 : bronze (h : 1,60 m), Quartiere Via Gran Paradiso, Novate Milanese ; marbre Botticino, (h : 2,30 m), Esplanade du Château, Orzinuovi
- 2013 : Saint-Mandé, place de l’Hôtel de ville

## Éléments de bibliographie
: source utilisée pour la rédaction de cet article

### Monographies
- Lucien Curzi, Pazzi, Poggibonsi (Siena), Éditions Nuovastampa, 1982, 96 p. (80 reproductions)
- Connaître la sculpture de Ruggero Pazzi (propos recueillis et mis en forme par Marie-Aimée Dopagne), Collection dirigée par Jacques Dopagne, Paris, 1986, 78 p.

### Catalogues

#### Expositions particuières
- Ruggero Pazzi, préface de Henri Goetz, Gallerita, Milan, 1973
- Ruggero Pazzi, préface de Henry Galy-Carles, Galerie Marie-France Bourély, Paris, 1974
- Ruggero Pazzi, sculptures ; Raymond Perget, peintures, préface de Francis Villadié, Meudon, Musée d'art et d'histoire de Meudon, 1985, 28 p.
- Ruggero Pazzi, préface de Gaston Diehl, Galerie Renoir Le Latina, Paris, 1986

#### Expositions collectives
- IIe Biennale européenne de sculpture de Normandie, Centre d'art contemporain de Jouy-sur-Eure, 1984
- 3e Biennale européenne de sculpture de Normandie, Centre d'art contemporain de Jouy-sur-Eure, 1986
- Alexandrine Achille, « Ruggero Pazzi », dans Œuvres de la collection du FRAC Île-de-France, Bussy-Saint-Martin, Parc culturel de Rentilly, Salle des trophées, 2 octobre - 12 décembre 2010 (reproduction : Sculpture, granit, 55,3 × 34 × 25 cm)
- Géométries, texte de Gabrielle Boyn, Parc et château de Bagatelle, Mairie de Paris, 1987.
- G.P., Hommage à Ruggero Pazzi, Salon des réalités nouvelles, 2011

### Articles
De nombreux articles ont été consacrés aux expositions de Ruggero Pazzi dans la presse italienne et la presse française, notamment :
- Jeanine Warnod, dans Le Figaro, 20 décembre 1972
- Martine Voyeux, dans Les Nouvelles littéraires, juin 1974
- André Parinaud,dans  Galerie Jardin des arts, octobre 1974
- Jeanine Warnod, dans Le Figaro, 9 octobre 1974
- Léone de la Grandville, dans Plaisirs des arts, novembre 1974
- Léone de la Grandville, dans Les Nouvelles littéraires, octobre 1976
- Lucien Curzi, dans L'Humanité, 9 octobre 1976
- Lucien Curzi, dans L'Humanité, 12 octobre 1976
- Jean-Marie Dunoyer, dans Le Monde, 16 octobre 1976
- Jean-Jacques Lévêque, dans Le Quotidien de Paris, 28 octobre 1976
- Jeanine Warnod, dans Le Figaro, 30 octobre 1976
- Jeanine Warnod, dans Le Figaro, 21 septembre 1977
- « Ruggero Pazzi », dans Le club français de la médaille, no 57, 1977
- René Deroudille, dans Dernière heure lyonnaise, 13 février 1978
- Lucien Curzi, dans L'Humanité, 21 août 1979
- Gérard Xuriguera, « Ruggero Pazzi, portrait d'un sculpteur », texte en français et en anglais, dans Cimaise, Paris, no 145, janvier-février 1980 (11 reproductions)
- Lucien Curzi, dans L'Humanité, 27 février 1980
- Jean-Marie Dunoyer, dans Le Monde, 16 mars 1980
- Jeanine Warnod, dans Le Figaro, 30 avril 1980
- Lucien Curzi, dans Les Nouvelles littéraires, 17 février 1983
- Henri Raynal, Pazzi, dans « Arts PTT », décembre 1986, texte repris dans La Double Origine, Éditions - galerie Michèle Heyraud, 1996
- Lydia Harambourg, « Ruggero Pazzi, L’énergie d’un trait » dans La Gazette de l'Hôtel Drouot, no 35, octobre 2013

### Ouvrages généraux
- Lionel Jianou, La sculpture en France depuis 1950, éditions Arted, 1982
- Henri Raynal, La Double Origine, journal de bord d'un voyage en peinture, Éditions - galerie Michèle Heyraud, 1996.
- Dictionnaire Bénézit
- Georges Belleiche, Statues de Paris, Les rues de la Rive Gauche, éditions Charles Massin, 2006 (reproduction)